# 물례트델발례스

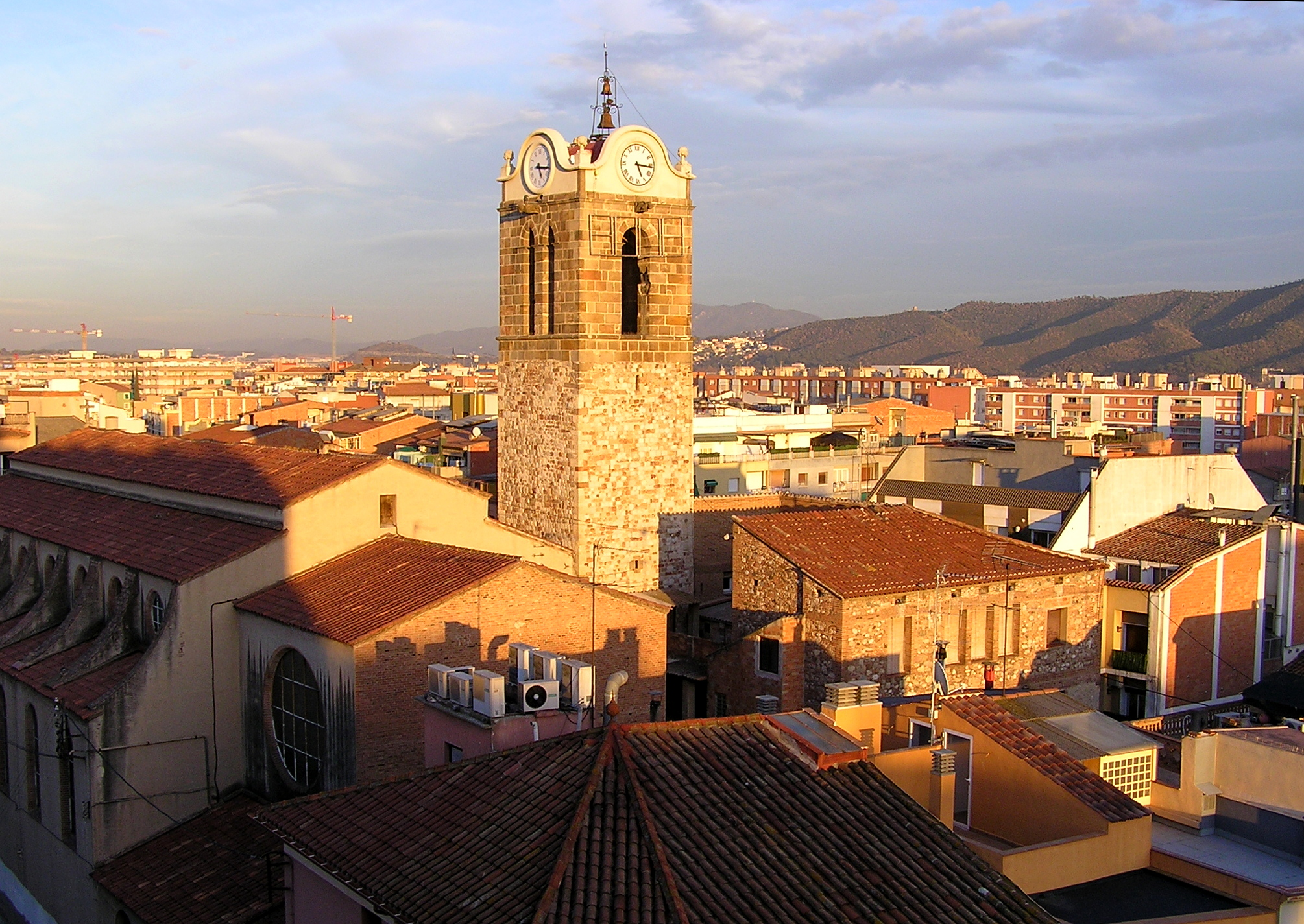
몰례트델발례스

물례트델발례스(카탈루냐어: Mollet del Vallès, 스페인어: Mollet del Vallès 모예트델바예스[*])는 스페인 카탈루냐 지방 바르셀로나주의 도시로 면적은 10.8km2, 높이는 65m, 인구는 51,719명(2014년 기준), 인구 밀도는 4,800명/km2이다.

시기
시 문장

## 자매 도시
- 이탈리아 리볼리
- 독일 라벤스부르크